# Anticoli Corrado
Anticoli Corrado (en dialecte romanesco: Anticuri) és un comune (municipi) de la ciutat metropolitana de Roma, a la regió italiana del Laci, situat uns 40 km al nord-est de Roma. L'1 de gener de 2018 tenia 896 habitants.
Anticoli Corrado limita amb els municipis de Mandela, Marano Equo, Rocca Canterano, Roviano i Saracinesco.

## Llocs d'interès
- Església de San Pietro (segle xi).
- Palazzo Baronale (segle xvii).
- Piazza delle Ville, amb una font d'Arturo Martini.
- Museu Cívic d'Art Modern, amb obres d'artistes vinculats a la ciutat, com Oskar Kokoschka, Felice Carena, Paolo Salvati i altres.

## Ciutats agermanades
- Arcos de la Frontera, Espanya